# Laureus World Sports Awards
Laureus World Sports Awards, světové sportovní ceny Laureus, jsou každoročně udělovaná ocenění sportovcům za jejich mimořádné výkony v uplynulém roce. Založeny byly v roce 1999 firmami Daimler a Richemont, které mají status patronů. Globálními partnery jsou pak společnosti Mercedes-Benz a IWC Schaffhausen. První předávání se uskutečnilo 25. května 2000 v Monte Carlu. Název „Laureus“ je odvozen od vavřínu (latinsky laurus, anglicky laurel), ve sportu považovaného již od starověku za tradiční symbol vítězství.
Výběr probíhá ve dvou kolech. V prvním z nich vybírají užší nominaci šesti nominovaných v každé kategorii světově uznávaní vydavatelé, novináři a komentátoři sportovního odvětví, kteří pocházejí z více než 80 států. Hlasovací proces je monitorován nezávislým auditorem PricewaterhouseCoopers LLP. Ve druhé fázi z šesti nominovaných vyberou vítěze v tajném hlasování členové akademie Laureus World Sports Academy.
Nejvyšší počet pěti cen v hlavní mužské kategorii obdrželi tenisté Roger Federer s Novakem Djokovićem. Mezi ženami rekordní čtyři ocenění získala americká tenistka Serena Williamsová. Fotbalista Lionel Messi se v roce 2023 stal prvním vítězem hlavní individuální kategorie, který s argentinskou reprezentací zároveň v jediném ročníku vyhrál i kategorii týmů. Opakovaně došlo také k odebrání trofejí. V případech amerického cyklisty Lance Armstronga, americké sprinterky Marion Jonesové a kanadského paralympijského sprintera Earle Connora se příčinou staly jejich dopingové kauzy.
Cena je označována za sportovního Oscara. Kritika byla směřována na nejasná kritéria výběru vítězů.

## Kategorie cen

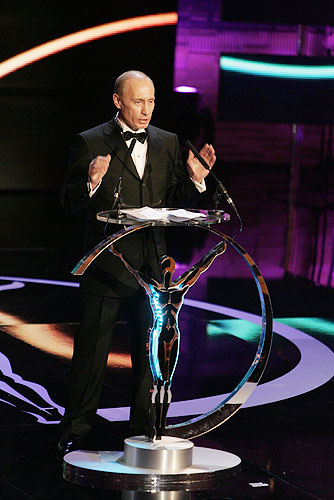
Ruský prezident Vladimir Putin na udílení cen Laureus v Mariinském divadle, 18. února 2008

Panel profesionálních sportovních editorů, novinářů a držitelů vysílacích práv volbou určuje šest finálových nominantů v každé z pěti kategorií:
- Sportovec roku
- Sportovkyně roku
- Tým roku
- Největší pokrok roku
- Návrat roku

Zvláštní panel porotců pak vybírá kandidáty ve dvou kategoriích:
- Akční sportovec roku – výběr dalšími sportovními novináři
- Sportovec roku s postižením – výběr řídí Výkonný výbor Mezinárodního paralympijského výboru.

Následně volí členové akademie cen Laures vítěze tajnou volbou ve všech kategoriích.
Kategorie cen udělované patrony a akademií
- Cena za celoživotní přínos
- Cena sportu pro dobrou věc
- Cena sportovního ducha (od roku 2005)

Kategorie ceny udělované sportovními fanoušky prostřednictvím internetu:
- Cena nejlepšího sportovního momentu (od roku 2017)

## Ceremoniál
Každý laureát obdrží Laureus statuette, sošku vyrobenou firmou Cartier. Plastika měří 30 centimetrů, váží 2,5 kilogramu a je vyrobena ze 670 gramů stříbra a 650 gramů zlata.

### Ročníky galavečerů
| Rok  | město | místo konání | moderátoři | poznámky | zdroj         |
| ---- | --- | --- | --- | --- | ------------- |
| 2000 | Monte Carlo | Sporting Club | Dev Garg Ashley Juddová Dylan McDermott                                                                                               | Nelson Mandela, patron | [ 6 ] [ 7 ]   |
| 2001 | Monte Carlo | Grimaldi Forum | Heidi Klumová Gregory Hines | princ Albert, patron | [ 8 ] [ 9 ]   |
| 2002 | Monte Carlo | Grimaldi Forum | Eriq Lasalle | | [ 10 ] [ 11 ] |
| 2003 | Monte Carlo | Grimaldi Forum | Eriq Lasalle | | [ 12 ]        |
| 2004 | Lisabon | Belémské kulturní centrum | Rachel Hunterová John McEnroe | José Manuel Barroso, patron | [ 13 ] [ 14 ] |
| 2005 | Estoril | Casino Estoril | Morgan Freeman | | [ 15 ]        |
| 2006 | Barcelona | Parque del Fórum | Teri Hatcherová Cuba Gooding, Jr. | | [ 16 ]        |
| 2007 | Barcelona | Palau Sant Jordi | Cuba Gooding, Jr. | Juan Carlos I., patron | [ 17 ]        |
| 2008 | Petrohrad | Mariinské divadlo | Cuba Gooding, Jr. | Vladimir Putin, přítomen | [ 18 ]        |
| 2009 | Ceremoniál 2009 zrušen nadací Laureus a partnery pro ekonomickou krizi; ceny předány vítězům individuálně mezi květnem a červnem 2009 | Ceremoniál 2009 zrušen nadací Laureus a partnery pro ekonomickou krizi; ceny předány vítězům individuálně mezi květnem a červnem 2009 | Ceremoniál 2009 zrušen nadací Laureus a partnery pro ekonomickou krizi; ceny předány vítězům individuálně mezi květnem a červnem 2009 | Ceremoniál 2009 zrušen nadací Laureus a partnery pro ekonomickou krizi; ceny předány vítězům individuálně mezi květnem a červnem 2009 | [ 19 ]        |
| 2010 | Abú Zabí | Emirates Palace | Kevin Spacey | | [ 20 ] [ 21 ] |
| 2011 | Abú Zabí | Emirates Palace | Kevin Spacey | | [ 22 ]        |
| 2012 | Londýn | Central Hall Westminster | Clive Owen | | [ 23 ]        |
| 2013 | Rio de Janeiro | Teatro Municipal | Morgan Freeman | | [ 24 ]        |
| 2014 | Kuala Lumpur | Istana Budaya | Benedict Cumberbatch | | [ 27 ]        |
| 2015 | Šanghaj | Velké divadlo | Benedict Cumberbatch | | [ 28 ]        |
| 2016 | Berlín | Palais am Funkturm | Bill Murray | | [ 30 ]        |
| 2017 | Monte Carlo | Sporting Club | Hugh Grant | | [ 31 ]        |
| 2018 | Monte Carlo | Sporting Club | Benedict Cumberbatch | | [ 32 ]        |
| 2019 | Monte Carlo | Sporting Club | James Marsden | | [ 33 ]        |
| 2020 | Berlín | Verti Music Hall | Hugh Grant | 20. ročník udílení cen | [ 36 ] [ 37 ] |
| 2021 | Sevilla | online/televizní přenos | | virtuální ceremomiál | [ 38 ]        |
| 2022 | Sevilla | online/televizní přenos | Lindsey Vonnová | virtuální ceremomiál | [ 39 ]        |
| 2023 | Paříž | Pavillon Vendôme | Kirsty Gallacherová Antoine de Caunes                                                                                                 | | [ 2 ]         |
| 2024 | Madrid | Palacio de Cibeles | Andy García | | [ 40 ]        |
| 2025 | Madrid | Palacio de Cibeles | Matthew Goode | 25. ročník udílení cen | [ 41 ]        |

## Akademie ceny Laureus
Akademie ceny Laureus (Laureus World Sports Academy) volí tajným hlasováním vítěze kategorií z finalistů. Těleso se skládá ze 69 sportovních legend. Předsedou byl k roku 2025 ragbista Sean Fitzpatrick.

### Členové
Členové k roku 2025.
- Giacomo Agostini – motosport
- Marcus Allen – americký fotbal
- Luciana Aymarová – pozemní hokej
- Boris Becker – tenis
- Raúl González Blanco – fotbal
- Sir Ian Botham – kriket
- Sergej Bubka – atletika
- Cafu – fotbal
- Fabian Cancellara – cyklistika
- Sir Bobby Charlton – fotbal
- Sebastian Coe – atletika
- Nadia Comăneciová – gymnastika
- Nicol Davidová – squash
- Alessandro Del Piero – fotbal
- Marcel Desailly – fotbal
- Kapil Dev – kriket
- Daniel Dias – plavání
- Mick Doohan – motosport
- David Douillet – judo
- Rahul Dravid – kriket
- Morné du Plessis – ragby
- Jessica Ennis-Hillová – atletika
- Luís Figo – fotbal
- Emerson Fittipaldi – formule 1
- Sean Fitzpatrick – ragby union
- Missy Franklinová – plavání
- Dawn Fraserová – plavání
- Ryan Giggs – fotbal
- Tanni Grey-Thompson – atletika
- Ruud Gullit – fotbal
- Bryan Habana – ragby
- Marvelous Marvin Hagler – box
- Mika Häkkinen – formule 1
- Tony Hawk – skateboarding
- Maria Höflová-Rieschová – lyžování
- Mike Horn – dobrodruh-objevitel
- Chris Hoy – dráhová cyklistika
- Miguel Indurain – cyklistika
- Michael Johnson – atletika
- Kip Keino – atletika
- Franz Klammer – lyžování
- Lennox Lewis – box
- Tegla Loroupe – atletika
- Dan Marino – americký fotbal
- Jao Ming – basketbal
- Edwin Moses – atletika
- Nawal El Moutawakel – atletika
- Li Na – tenis
- Robby Naish – windsurfing a kiteboarding
- Martina Navrátilová – tenis
- Alexej Němov – gymnastika
- Jack Nicklaus – golf
- Brian O'Driscoll – ragby
- Lorena Ochoaová – golf
- Gary Player – golf
- Hugo Porta – ragby union
- Carles Puyol – fotbal
- Sir Steve Redgrave – veslování
- Sir Viv Richards – kriket
- Monika Selešová – tenis
- Mark Spitz – plavání
- Sačin Tendulkar – kriket
- Teng Ja-pching – stolní tenis
- Daley Thompson – atletika
- Alberto Tomba – lyžování
- Francesco Totti – fotbal
- Lindsey Vonnová – lyžování
- Steve Waugh – kriket
- Katarina Wittová – krasobruslení
- Li Siao-pcheng – gymnastika
- Jang Jang – rychlobruslení

### Bývalí členové
- Seve Ballesteros – golf
- Franz Beckenbauer – fotbal
- Sir Peter Blake – jachting
- Cathy Freemanová – atletika
- Michael Jordan – basketbal
- Jackie Joynerová-Kerseeová – atletika
- Niki Lauda – formule 1
- Greg LeMond – cyklistika
- Ivan Lendl – tenis
- Sugar Ray Leonard – box
- John McEnroe – tenis
- Ilie Năstase – tenis
- Pelé – fotbal
- Michel Platini – fotbal
- Morné du Plessis – ragby union
- Bill Shoemaker – jezdectví
- Jasuhiro Jamašita – judo

## Vítězové kategorií

### Sportovec a sportovkyně roku
| Rok  | Sportovec roku         | Sportovec roku | Sportovkyně roku           | Sportovkyně roku |
| Rok  | jméno                  | sport          | jméno                      | sport            |
| ---- | ---------------------- | -------------- | -------------------------- | ---------------- |
| 2000 | Tiger Woods            | golf           | Marion Jonesová            | atletika         |
| 2001 | Tiger Woods (2)        | golf           | Cathy Freemanová           | atletika         |
| 2002 | Michael Schumacher     | Formule 1      | Jennifer Capriatiová       | tenis            |
| 2003 | Lance Armstrong        | cyklistika     | Serena Williamsová         | tenis            |
| 2004 | Michael Schumacher (2) | Formule 1      | Annika Sörenstamová        | golf             |
| 2005 | Roger Federer          | tenis          | Kelly Holmesová            | atletika         |
| 2006 | Roger Federer (2)      | tenis          | Janica Kostelićová         | alpské lyžování  |
| 2007 | Roger Federer (3)      | tenis          | Jelena Isinbajevová        | atletika         |
| 2008 | Roger Federer (4)      | tenis          | Justine Heninová           | tenis            |
| 2009 | Usain Bolt             | atletika       | Jelena Isinbajevová (2)    | atletika         |
| 2010 | Usain Bolt (2)         | atletika       | Serena Williamsová (2)     | tenis            |
| 2011 | Rafael Nadal           | tenis          | Lindsey Vonnová            | alpské lyžování  |
| 2012 | Novak Djoković         | tenis          | Vivian Cheruiyotová        | atletika         |
| 2013 | Usain Bolt (3)         | atletika       | Jessica Ennisová           | atletika         |
| 2014 | Sebastian Vettel       | Formule 1      | Missy Franklinová          | plavání          |
| 2015 | Novak Djoković (2)     | tenis          | Genzebe Dibabaová          | atletika         |
| 2016 | Novak Djoković (3)     | tenis          | Serena Williamsová (3)     | tenis            |
| 2017 | Usain Bolt (4)         | atletika       | Simone Bilesová            | gymnastika       |
| 2018 | Roger Federer (5)      | tenis          | Serena Williamsová (4)     | tenis            |
| 2019 | Novak Djoković (4)     | tenis          | Simone Bilesová (2)        | gymnastika       |
| 2020 | Lewis Hamilton         | Formule 1      | Simone Bilesová (3)        | gymnastika       |
| 2020 | Lionel Messi           | fotbal         | Simone Bilesová (3)        | gymnastika       |
| 2021 | Rafael Nadal (2)       | tenis          | Naomi Ósakaová             | tenis            |
| 2022 | Max Verstappen         | Formule 1      | Elaine Thompson-Herahová   | atletika         |
| 2023 | Lionel Messi (2)       | fotbal         | Shelly-Ann Fraser-Pryceová | atletika         |
| 2024 | Novak Djoković (5)     | tenis          | Aitana Bonmatíová          | fotbal           |
| 2025 | Armand Duplantis       | atletika       | Simone Bilesová (4)        | gymnastika       |

Vysvětlivky
1. ↑  Po přiznání Jonesové, že užívala zakázané přípravky, jí byla cena odebrána. Jiná sportovkyně nebyla vybrána.
2. ↑  V důsledku Armstrongovy dopingové kauzy byla cyklistovi cena odebrána. Jiný sportovec nebyl vybrán.

### Tým roku

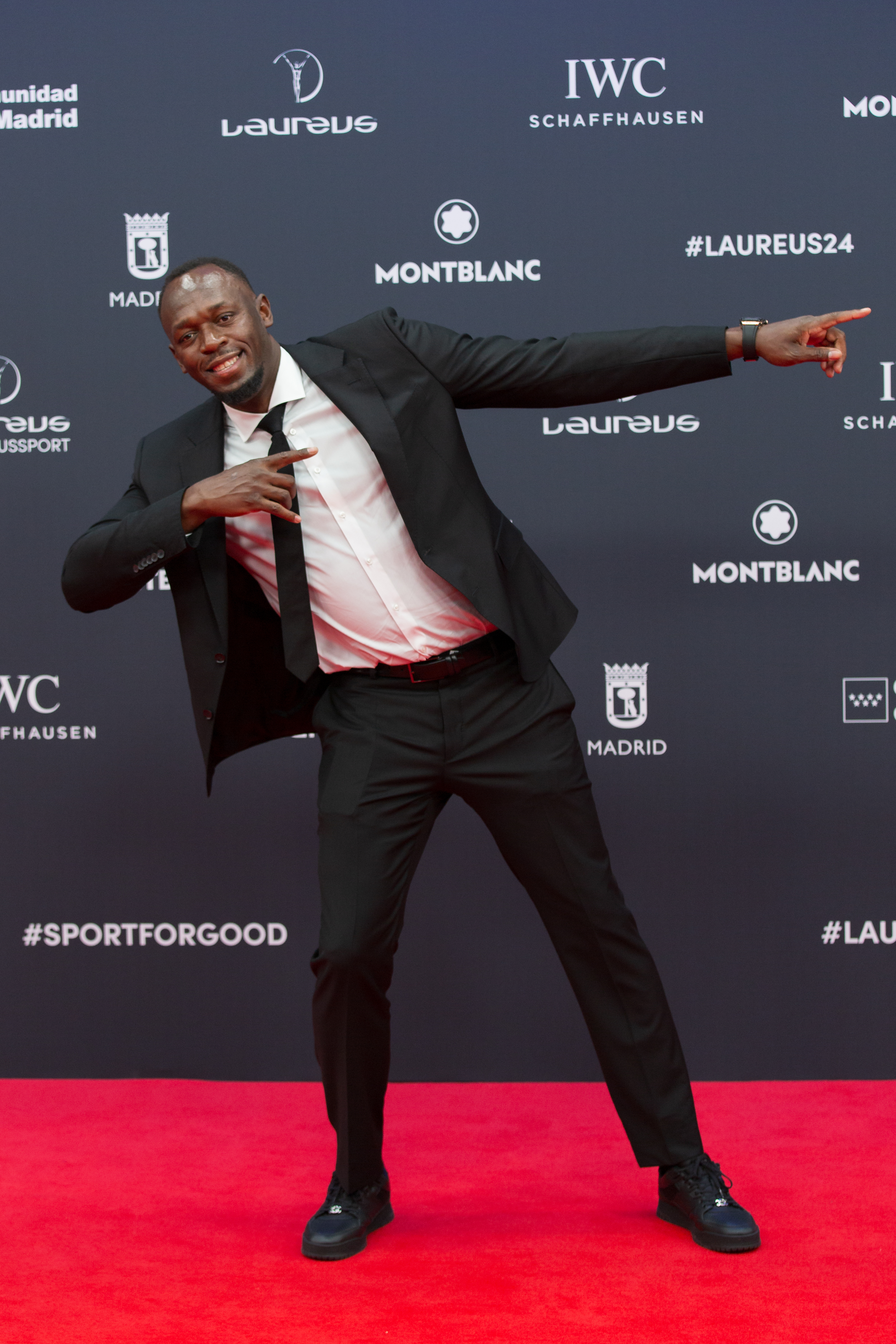
Čtyřnásobný Sportovec roku Usain Bolt na madridském udílení cen 2024

| Rok  | tým                             | sport       |
| ---- | ------------------------------- | ----------- |
| 2000 | Manchester United FC            | fotbal      |
| 2001 | Francouzská reprezentace mužů   | fotbal      |
| 2002 | Australská reprezentace mužů    | kriket      |
| 2003 | Brazilská reprezentace          | fotbal      |
| 2004 | Anglická reprezentace mužů      | ragby       |
| 2005 | Řecká reprezentace mužů         | fotbal      |
| 2006 | Renault Formula One Team        | Formule 1   |
| 2007 | Italská reprezentace mužů       | fotbal      |
| 2008 | Jihoafrická reprezentace mužů   | ragby       |
| 2009 | Čínský olympijský tým           | olympismus  |
| 2010 | Brawn Formula One Team          | Formule 1   |
| 2011 | Španělská reprezentace mužů     | fotbal      |
| 2012 | FC Barcelona                    | fotbal      |
| 2013 | Evropský tým Ryder Cupu         | golf        |
| 2014 | Bayern Mnichov                  | fotbal      |
| 2015 | Německá reprezentace mužů       | fotbal      |
| 2016 | Novozélandská reprezentace mužů | ragby union |
| 2017 | Chicago Cubs                    | baseball    |
| 2018 | Mercedes-Benz F1                | Formule 1   |
| 2019 | Francouzská reprezentace mužů   | fotbal      |
| 2020 | Jihoafrická reprezentace mužů   | ragby       |
| 2021 | Bayern Mnichov                  | fotbal      |
| 2022 | Italská reprezentace mužů       | fotbal      |
| 2023 | Argentinská reprezentace mužů   | fotbal      |
| 2024 | Španělská reprezentace žen      | fotbal      |
| 2025 | Real Madrid                     | fotbal      |

### Největší pokrok roku

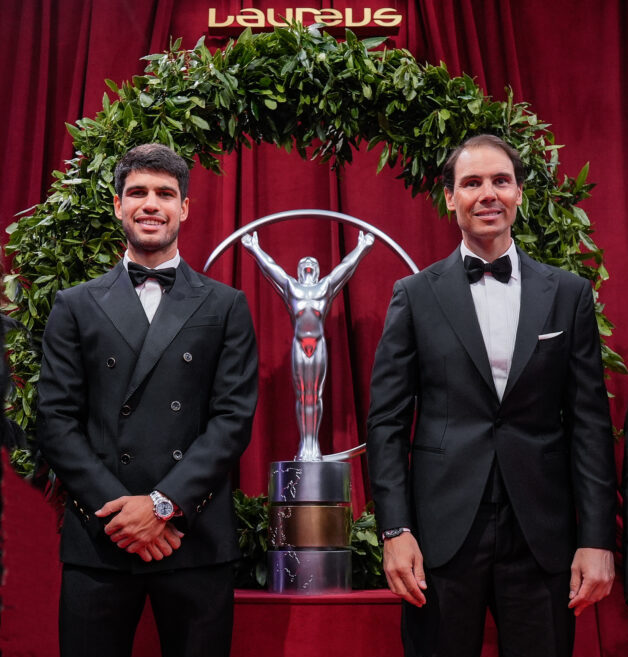
Sportovec s největším pokrokem roku 2023 Carlos Alcaraz a dvojnásobný Sportovec roku Rafael Nadal na madridském udílení cen 2025

Do roku 2007 nesla cena název Nováček roku
- 2025:  Lamine Yamal – fotbal
- 2024:  Jude Bellingham – fotbal
- 2023:  Carlos Alcaraz – tenis
- 2022:  Emma Raducanuová – tenis
- 2021:  Patrick Mahomes – americký fotbal
- 2020:  Egan Bernal – silniční cyklistika[36]
- 2019:  Naomi Ósakaová – tenis[45]
- 2018:  Sergio García – golf[32][46]
- 2017:  Nico Rosberg – Formule 1[44]
- 2016:  Jordan Spieth – golf
- 2015:  Daniel Ricciardo – Formule 1
- 2014:  Marc Márquez – motocyklové závody (MotoGP)
- 2013:  Andy Murray – tenis
- 2012:  Rory McIlroy – golf
- 2011:  Martin Kaymer – golf
- 2010:  Jenson Button – Formule 1
- 2009:  Rebecca Adlingtonová – plavání
- 2008:  Lewis Hamilton – Formule 1
- 2007:  Amélie Mauresmová – tenis
- 2006:  Rafael Nadal – tenis
- 2005:  Liou Siang – lehká atletika
- 2004:  Michelle Wie – golf
- 2003:  Jao Ming – basketbal
- 2002:  Juan Pablo Montoya – Formule 1
- 2001:  Marat Safin – tenis
- 2000:  Sergio García – golf

### Návrat roku

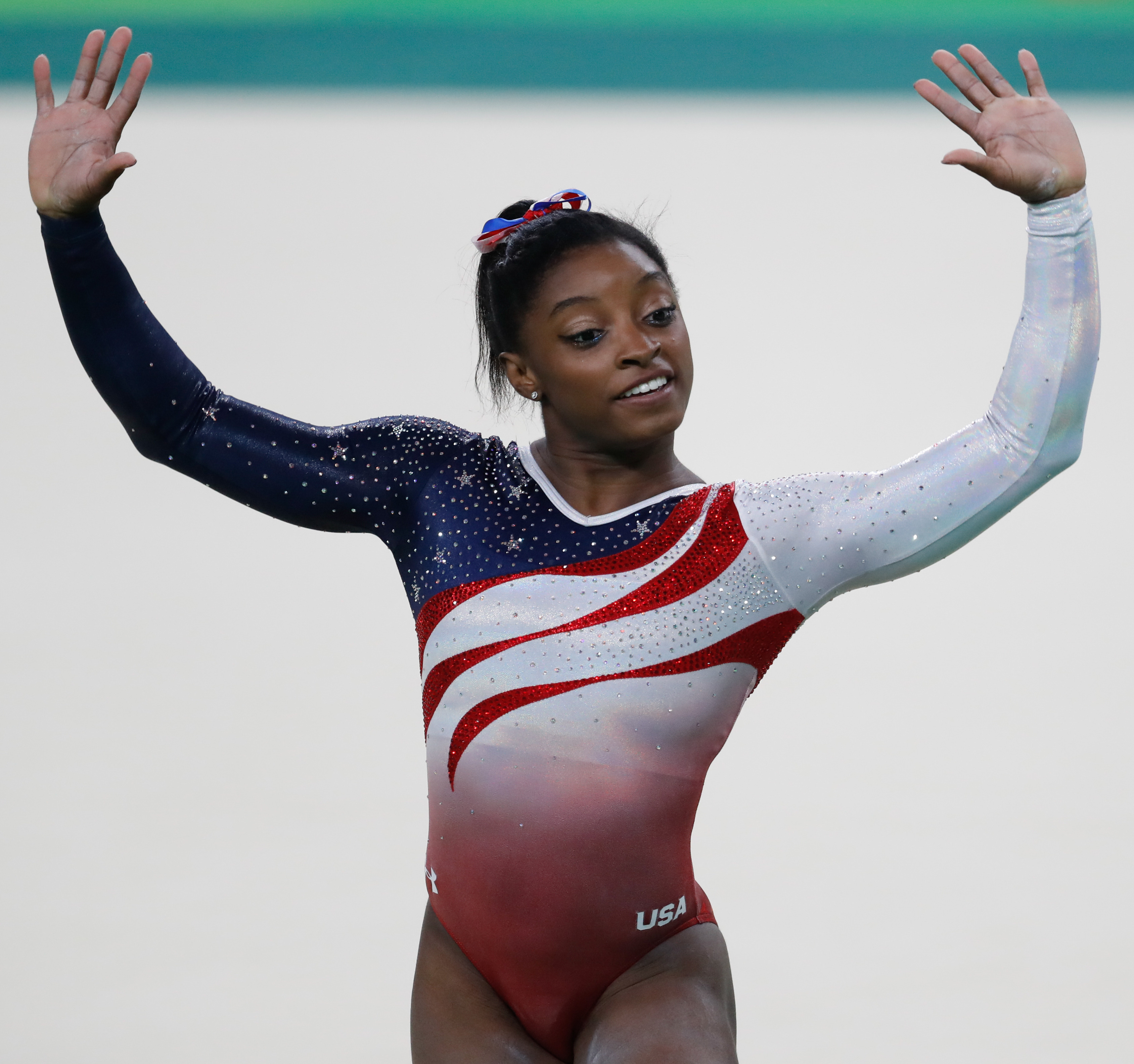
Čtyřnásobná Sportovkyně roku Simone Bilesová obdržela i cenu za Návrat roku 2024

- 2025:  Rebeca Andradeová – sportovní gymnastika
- 2024:  Simone Bilesová – gymnastika
- 2023:  Christian Eriksen – fotbal
- 2022:  Sky Brownová – skateboarding
- 2021:  Maxence Parrot – snowboarding
- 2020:  Sophia Flörschová –  automobilový sport[36]
- 2019:  Tiger Woods – golf[45]
- 2018:  Roger Federer – tenis[32][46]
- 2017:  Michael Phelps – plavání[44]
- 2016:  Dan Carter – ragby
- 2015:  Schalk Burger – ragby
- 2014:  Rafael Nadal – tenis
- 2013:  Félix Sánchez – atletika
- 2012:  Darren Clarke – golf
- 2011:  Valentino Rossi – MotoGP
- 2010:  Kim Clijstersová – tenis
- 2009:  Vitalij Kličko – box
- 2008:  Paula Radcliffová – lehká atletika
- 2007:  Serena Williamsová – tenis
- 2006:  Martina Hingisová – tenis
- 2005:  Alessandro Zanardi – motorový sport
- 2004:  Hermann Maier – alpské lyžování
- 2003:  Ronaldo – fotbal
- 2002:  Goran Ivanišević – tenis
- 2001:  Jennifer Capriatiová – tenis
- 2000:  Lance Armstrong – cyklistika

### Sportovec roku s postižením
- 2025:  Ťiang Jü-jen – plavání
- 2024:  Diede de Grootová – vozíčkářský tenis
- 2023:  Catherine Debrunnerová – atletika
- 2022:  Marcel Hug – atletika
- 2021:   neuděleno
- 2020:  Oksana Mastersová – běh na lyžích[36]
- 2019:  Henrieta Farkašová – alpské lyžování[45]
- 2018:  Marcel Hug – atletika[32][46]
- 2017:  Beatrice Viová – vozíčkářský sportovní šerm[44]
- 2016:  Daniel Dias – plavání
- 2015:  Tatyana McFaddenová – atletika
- 2014:  Marie Bochet – lyžování
- 2013:  Daniel Dias – plavání
- 2012:  Oscar Pistorius – atletika
- 2011:  Verena Benteleová – biatlon, běžecké lyžování
- 2010:  Natalie du Toitová – plavání
- 2009:  Daniel Dias – plavání
- 2008:  Esther Vergeerová – vozíčkařský tenis
- 2007:  Martin Braxenthaler – lyžování
- 2006:  Ernst van Dyk – vozíčkářské závody
- 2005:  Chantal Petitclercová – atletika
- 2004:  Earle Connor – atletika
- 2003:  Michael Milton – alpské lyžování
- 2002:  Esther Vergeerová – vozíčkářský tenis
- 2001:  Vinny Lauwersová – jachting
- 2000:  Louise Sauvage – atletika

### Akční sportovec roku

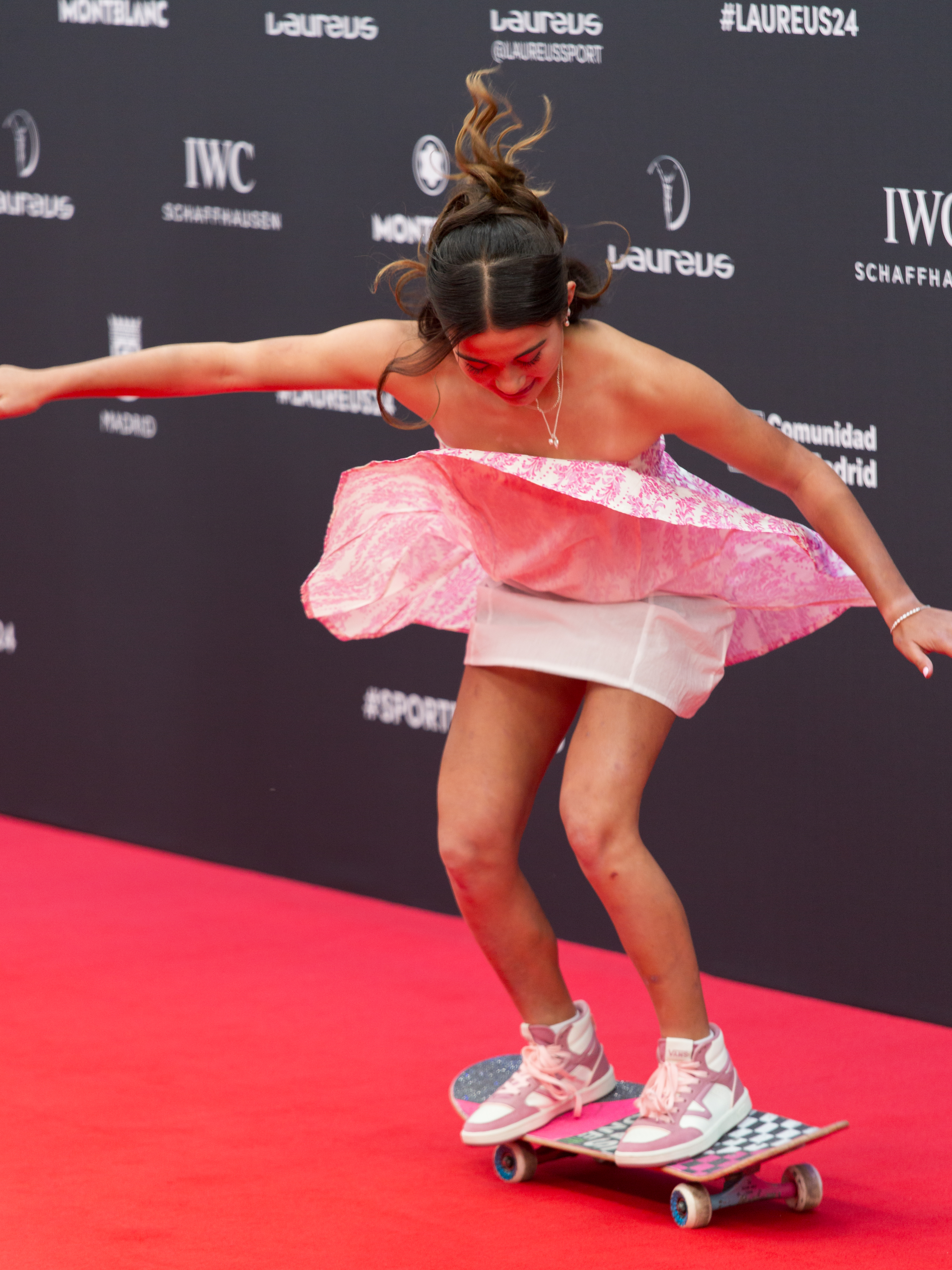
Arisa Trewová, držitelka Laurea pro akčního sportovce roku 2024 na madridském galavečeru

Do roku 2007 nesla cena název Alternativní sportovec roku
- 2025:  Tom Pidcock – horská kola
- 2024:  Arisa Trewová – skateboarding
- 2023:  Eileen Guová – akrobatické lyžování
- 2022:  Beth Shrieverová – BMX
- 2021:   neuděleno
- 2020:  Chloe Kimová – snowboarding[36]
- 2019:  Chloe Kimová – snowboarding[45]
- 2018:  Armel Le Cléac'h – sólový jachting[32][46]
- 2017:  Rachel Athertonová – bikerka ve sjezdu hor[44]
- 2016:  Jan Frodeno – triatlon
- 2015:  Alan Eustace – skoky ze stratosféry
- 2014:  Jamie Bestwick – BMX
- 2013:  Felix Baumgartner – dobrodruh
- 2012:  Kelly Slater – surfing
- 2011:  Kelly Slater – surfing
- 2010:  Stephanie Gilmoreová – surfing
- 2009:  Kelly Slater – surfing
- 2008:  Shaun White – snowboarding/skateboarding
- 2007:  Kelly Slater – surfing
- 2006:  Angelo d'Arrigo – letectví
- 2005:  Ellen MacArthurová – jachting
- 2004:  Layne Beachleyová – surfing
- 2003:  Dean Potter – rychlostní lezení
- 2002:  Bob Burnquist – skateboarding
- 2001:  Mike Horn – mořeplavba
- 2000:  Shaun Palmer – Zimní X Games

### Cena za celoživotní přínos
- 2025:  Kelly Slater – surfing
- 2023–2024:  neuděleno

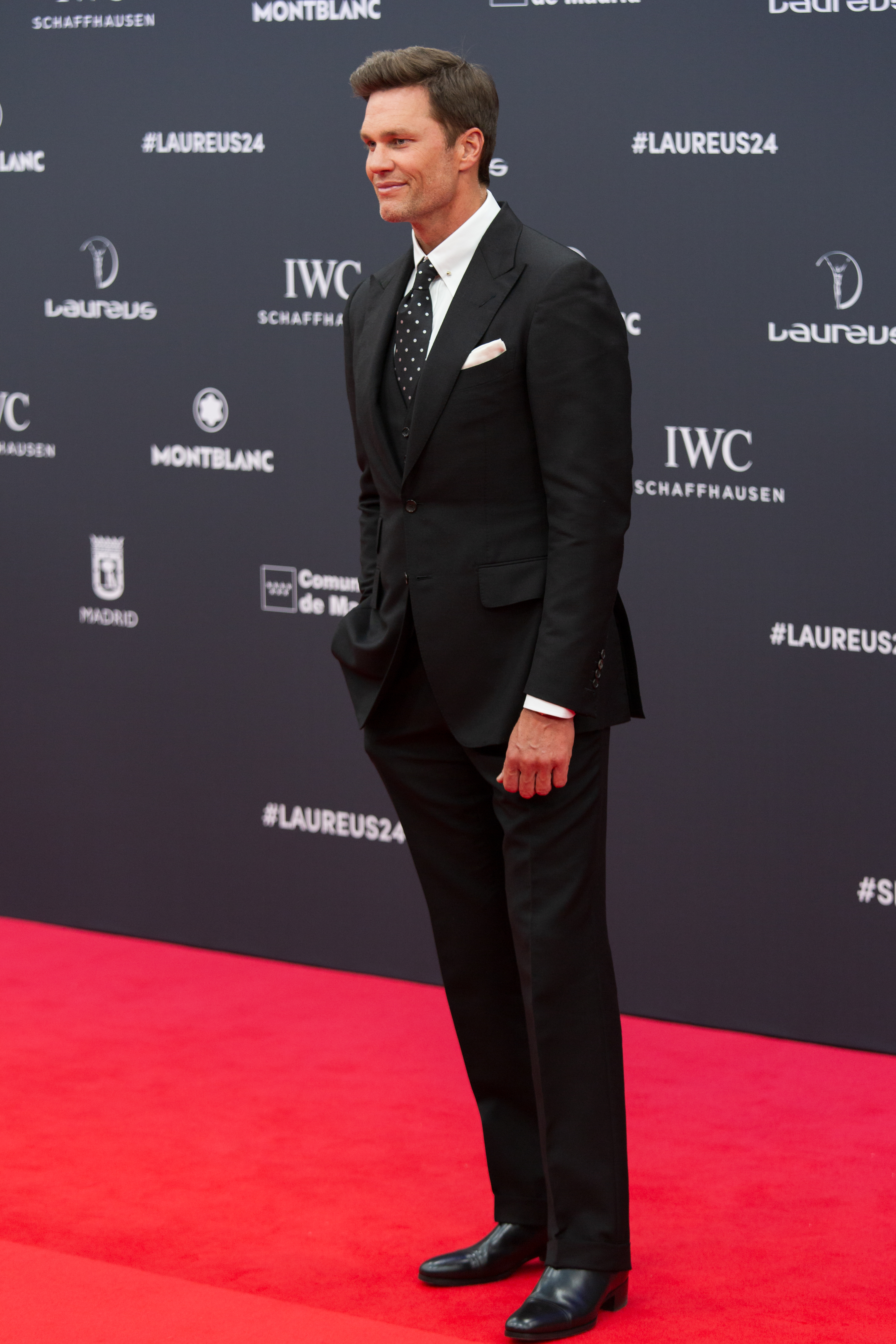
Tom Brady, držitel Ceny za celoživotní přínos 2022 na madridském udílení cen 2024

- 2022:  Tom Brady – americký fotbal
- 2021:  Billie Jean Kingová – tenis
- 2020:  Dirk Nowitzki – basketbal[36]
- 2019:  Arsène Wenger – fotbal
- 2018:  Edwin Moses – atletika[46]
- 2017:   neuděleno[44]
- 2016:  Niki Lauda – Formule 1
- 2015:   neuděleno
- 2014:   neuděleno
- 2013:  Sebastian Coe – atletika
- 2012:  Bobby Charlton – fotbal
- 2011:  Zinédine Zidane – fotbal
- 2010:  Nawal El Moutawakel – atletika
- 2009:   neuděleno
- 2008:  Sergej Bubka – atletika, tyčka
- 2007:  Franz Beckenbauer – fotbal
- 2006:  Johan Cruijff – fotbal
- 2005:   neuděleno
- 2004:  Arne Naess – horolezectví
- 2003:  Gary Player – golf
- 2002:  Peter Blake – jachting
- 2001:  Sir Steve Redgrave – veslování
- 2000:  Pelé – fotbal

### Cena za výjimečný výkon
- 2023–2025: neuděleno
- 2022:  Robert Lewandowski – fotbal
- 2021:   neuděleno
- 2020:  španělská basketbalová federace  – basketbal[36]
- 2019:  Eliud Kipchoge – lehká atletika
- 2018:  Francesco Totti – fotbal[46]
- 2015:  Li Na – tenis
- 2014:   neuděleno
- 2013:  Michael Phelps – plavání

### Cena sportovního ducha
- 2020–2025: neuděleno[36]

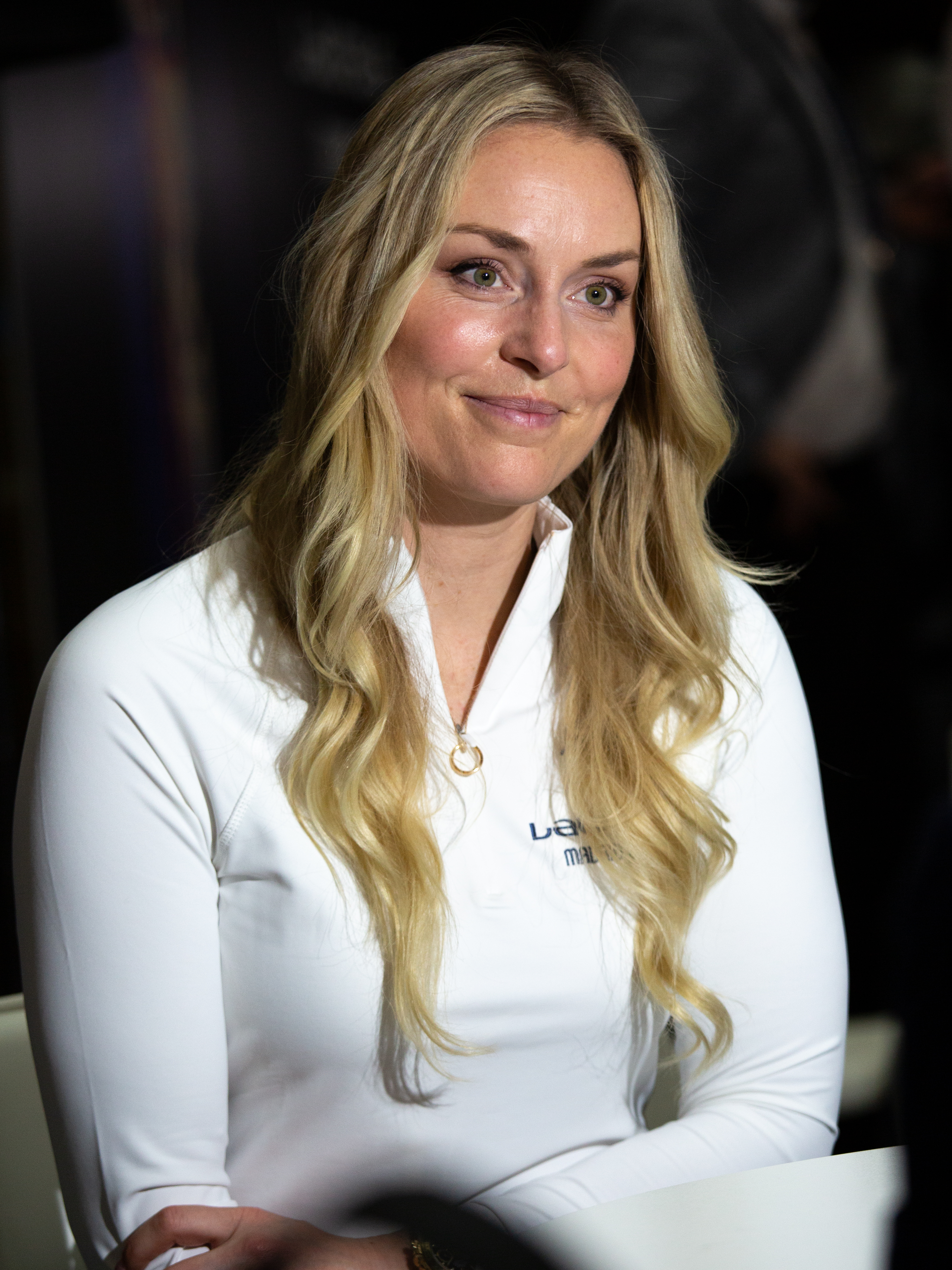
Lindsey Vonnová, Sportovkyně roku 2011 a držitelka Ceny sportovního ducha 2019

- 2019:  Lindsey Vonnová – alpské lyžování[45]
- 2018:   neuděleno[46]
- 2017:  Leicester City FC – fotbal[44]
- 2016:  Johan Cruijff – fotbal
- 2015:  Jao Ming – basketbal
- 2014:  Afghánský národní kriketový tým – kriket
- 2011:  Evropský golfový tým Ryder Cupu – golf
- 2008:  Dick Pound – předseda Světové protidopingové agentury (WADA)
- 2007:  FC Barcelona – fotbalový tým
- 2006:  Valentino Rossi – motocyklový závodník
- 2005:  Boston Red Sox – baseballový tým

### Cena sportu pro dobrou věc

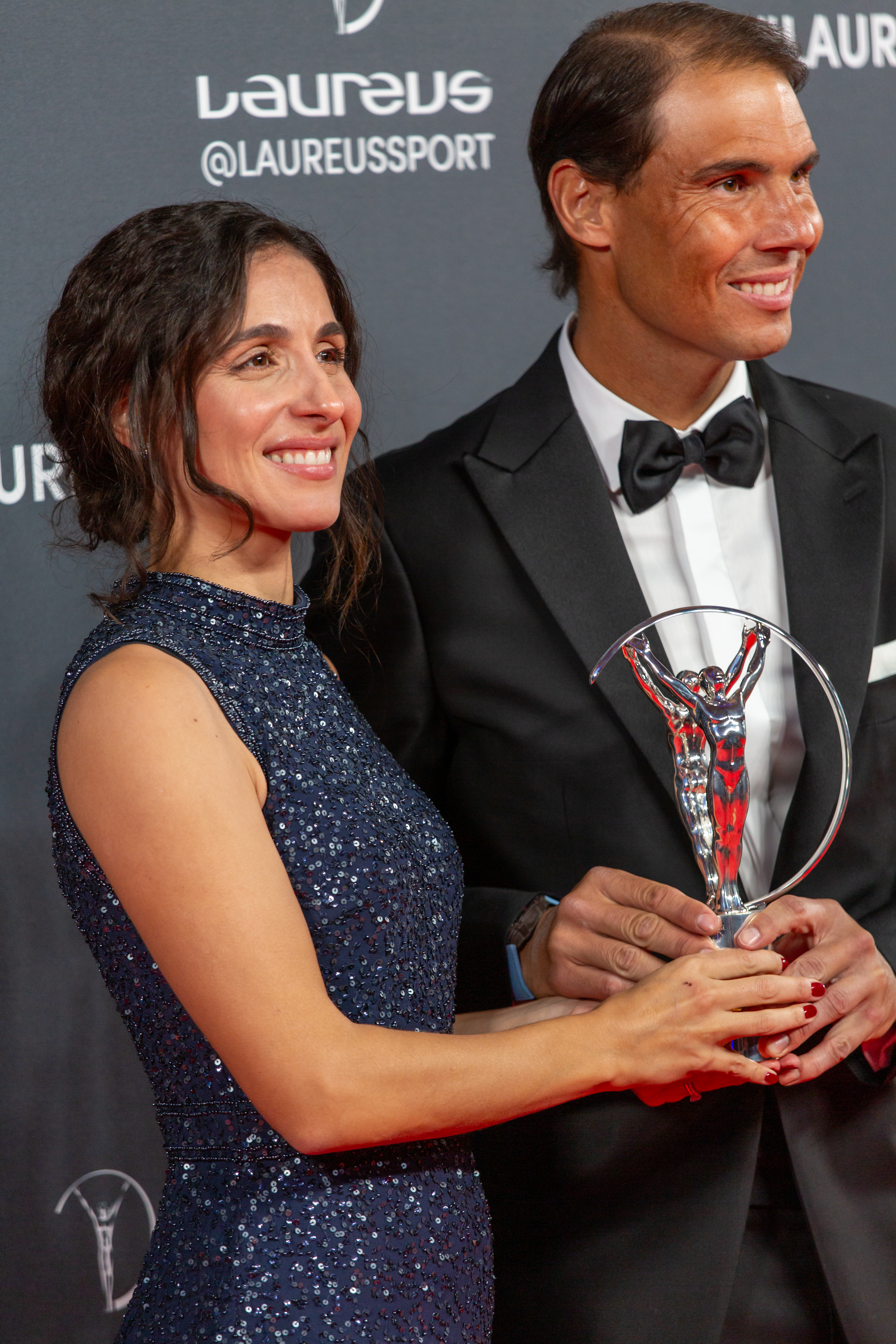
Rafael Nadal s manželkou Marií Perelló Pascualovou po převzetí Ceny sportu pro dobrou věc 2024

- 2025:  Kick4Life – lesothská charitativní nadace spojující děti a mladistvé skrze fotbal a seznamující je s riziky HIV/AIDS
- 2024:  Fundación Rafa Nadal (Rafael Nadal) – sportovně-vzdělávací nadace z roku 2010 pro zlepšení života ohrožených mladistvých v Indii a Španělsku
- 2023:  TeamUp (Robert Lewandowski) – program Lewandowského pro děti vysídlené válkou
- 2022:  Lost Boyz Inc. – projekt sociální pomoci mládeži v chicagské městské oblasti South Shore
- 2021:  Kickformore by Kickfair – stuttgartský program s cílem pozitivní změny díky fotbalu
- 2020:  South Bronx United[36]
- 2019:  Yuwa – program rozvoje ženského fotbalu v Indii
- 2018: // Active Communities Network[46]
- 2017:  Waves for Change – léčba surfingem, prevence kriminality[44]
- 2016:  Moving the goalposts – genderová nerovnost, HIV/AIDS
- 2015:  Skateistan – International youth NGO
- 2014:  Magic Bus – charita
- 2013:   neuděleno
- 2012:  Raí – aktivista za sociální spravedlnost
- 2011:  May El-Khalil – zakladatel bejrútského maratonu
- 2010: Dikembe Mutumbo – charitativní práce v Demokratické republice Kongo
- 2009   neuděleno
- 2008: Brendan Tuohey a Sean Tuohey – spoluzakladatelé projektu PeacePlayers International
- 2007: Luke Dowdney – autor projektu Fight for Peace v Rio de Janeiro
- 2006: Jürgen Griesbeck – streetfootballworld
- 2005: Gerry Storey – trenér boxu
- 2004:  Indický kriketový tým mužů,  Pákistánský kriketový tým mužů / Mathare Youth Sport Association (MYSA)
- 2003: / Arnold Schwarzenegger (USA/Rakousko) – kulturistika
- 2002:  Sir Peter Blake – jachting
- 2001:  Kip Keino – atletika
- 2000:  Eunice Kennedyová Shriverová

### Cena sportovní inspirace
- 2022–2025: neuděleno
- 2021:  Mohamed Salah – fotbal
- 2020:   neuděleno[36]
- 2019:   neuděleno
- 2018:  J. J. Watt – americký fotbal[46]
- 2017:  Uprchlický olympijský tým[44]

### Cena nejlepšího sportovního momentu
Cena je udělována sportovními fanoušky v internetové volbě.
- 2022–2025: neuděleno
- 2021: moment z 8. listopadu 2020,  – Chris Nikic, americký amatérský triatlonista; 21letý Floriďan se stal prvním postiženým s Downovým syndromem, který dokončil dlouhý triatlon Ironman v čase 16.46 hodiny.[47][48]
- 2020: moment za období 2000–2020,  – Sačin Tendulkar, indický kriketista;[49] organizátoři nechali o momentu za období 2000–2020 hlasovat širokou veřejnost.[50]
- 2019: moment ze 14. května 2018,  – Sia Po-jü, čínský horolezec s amputovanými končetinami dosáhl v 69 letech na pátý pokus vrcholu nejvyšší hory světa Mt. Everestu.
- 2018: moment z 2. září 2017,  – Iowa Hawkeyes, Vlna pro děti[46]
- 2017: moment z 29. srpna 2016,  žáci do 12 let FC Barcelona – po finálové výhře na Junior Soccer World Challenge nad japonským Omija Ardidža Junior 1:0 utěšovali plačící chlapce poražného týmu i s úklonou soupeřům.[44][51][52]

### Obhájce sportovců
- 2022:  Gerald Asamoah a Schwarze Adler (dokument o německých fotbalistech s černou barvou pleti)
- 2021:  Lewis Hamilton

### Cena sportovní ikony
- 2025:  Rafael Nadal
- 2023–2024: neuděleno
- 2022:  Valentino Rossi